# 14224 Ґаеде
14224 Ґаеде (14224 Gaede) — астероїд головного поясу, відкритий 6 грудня 1999 року.
Тіссеранів параметр щодо Юпітера — 3,358.